# Eric Jones
Eric Norman Jones (Aston, 15 febbraio 1915 – Lincoln, 2 ottobre 1985) è stato un allenatore di calcio e calciatore inglese, di ruolo centrocampista.

## Caratteristiche tecniche
Era un'ala destra.

## Carriera

### Giocatore
Jones inizia la carriera giocando con vari club semiprofessionistici inglesi (Stourport Power Station, Kidderminster, Jack Mould's Athletic e nuovamente Kidderminster Harriers) tra il 1934 ed il 1936, anno nel quale viene tesserato dal Wolverhampton, club di prima divisione, con cui all'età di 21 anni esordisce tra i professionisti, giocando 3 partite di campionato; a fine stagione si trasferisce al Portsmouth, con cui nella stagione 1937-1938 gioca un'ulteriore partita in prima divisione, categoria in cui milita anche nella stagione 1938-1939, con lo Stoke City, con cui non scende però mai in campo in incontri ufficiali. Durante gli anni della seconda guerra mondiale è teoricamente tesserato dal West Bromwich ma, dopo aver anche partecipato attivamente al conflitto, gioca in realtà come guest player in una moltitudine di club (Portsmouth, Chelsea, Watford, Southend Utd, Tottenham, Arsenal, QPR, Crystal Palace, Northampton Town, Fulham ed Exeter City) nelle varie competizioni disputate nel periodo bellico o semplicemente in incontri amichevoli. Nella stagione 1945-1946, alla ripresa dell'attività agonistica, gioca invece 4 partite nella FA Cup 1945-1946, la prima competizione ufficiale disputata in Inghilterra dal 1939; l'anno seguente, alla regolare ripresa dei campionati, gioca una partita con i semiprofessionisti del Macclesfield Town per poi accasarsi al Crewe Alexandra, club di terza divisione, con il quale nell'arco di una stagione e mezzo totalizza complessivamente 53 presenze e 15 reti in incontri di campionato, prima di tornare a chiudere la carriera ai Kidderminster Harriers, con i quali disputa la seconda metà della stagione 1947-1948, per poi all'età di 33 anni ritirarsi.
In carriera ha totalizzato complessivamente 57 presenze e 15 reti nei campionati della Football League.

### Allenatore
Dal 1949 al 1951 ha allenato lo Young Boys, club della prima divisione svizzera, mentre dal 1953 al 1955 ha allenato nella prima divisione belga al Beerschot. In seguito, dal 1960 al 1962 ha allenato nella seconda divisione olandese al De Graafschap; all'inizio della stagione 1962-1963 è stato ingaggiato come vice allenatore dal Port Vale, club della terza divisione inglese, dimettendosi però dall'incarico nell'ottobre del 1962.

## Palmarès

### Giocatore

#### Competizioni nazionali
- Birmingham Senior Cup: 1

Kidderminster: 1934-1935
- Worcestershire Senior Cup: 1

Kidderminster: 1934-1935